# Sharon Lynn

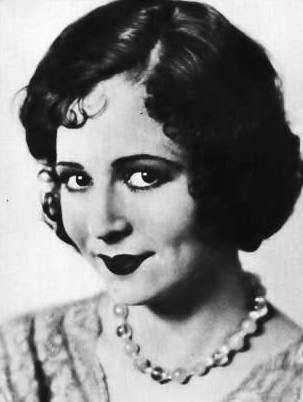
Sharon Lynn

Sharon Lynn, auch Sharon Lynne, gebürtig D’Auvergne Sharon Lindsay, (* 9. April 1901 oder 1908 in Weatherford, Texas; † 26. Mai 1963 in Hollywood, Kalifornien) war eine US-amerikanische Schauspielerin und Sängerin.

## Leben
Sharon Lynn startete ihre Karriere zunächst als Nachtklubsängerin und trat später auch in einigen Musicals auf. Nachdem sie an Probeaufnahmen teilgenommen hatte, die sie im Rahmen eines von einer Tageszeitung veranstalteten Schönheitswettbewerbes gewonnen hatte, erhielt sie 1924 in dem Spielfilm Curlytop eine erste kleine Rolle. Zu dieser Zeit nannte sie sich noch Lindsay La Verne. Bereits in City of Shadows (1927) wurde sie als Hauptdarstellerin besetzt. Es folgten weitere Hauptrollen in Flieger in Flammen und in dem Tom-Mix-Western Der Sohn des goldenen Westens, doch der große Durchbruch blieb ihr verwehrt. Ab den 1930er-Jahren spielte Lynn fast ausschließlich Nebenrollen. 1932 war Bing Crosby in The Big Broadcast ihr Partner und 1935 konnte man sie an der Seite von Cary Grant in der Komödie Zweimal Flitterwochen sehen. In Deutschland wurde Lynn vor allem als skrupellose Erbschleicherin Lola Marcel in der Laurel-und-Hardy-Komödie Zwei ritten nach Texas (1937) bekannt. Es war ihre vorletzte Rolle, nur ein Jahr später beendete sie mit Thistledown ihre Filmkarriere.
Sharon Lynn starb 1963 an den Folgen der Multiplen Sklerose. Sie war in erster Ehe mit dem Drehbuchautor Benjamin Glazer verheiratet. Später heiratete sie den Geschäftsmann John R. Sershen.

## Filmografie
- 1924: Curlytop (als Lindsay La Verne)
- 1927: City of Shadows (als Sharon Lynne)
- 1927: Tom’s Gang
- 1927: The Coward
- 1927: Clancy’s Kosher Wedding
- 1927: Jake the Plumber
- 1927: The Cherokee Kid
- 1927: Flieger in Flammen (Aflame in the Sky)
- 1928: Dad’s Choice
- 1928: None But the Brave
- 1928: Der Sohn des goldenen Westens (The Son of the Golden West)
- 1928: Give and Take
- 1928: Fluch der Leidenschaft (Red Wine)
- 1929: Speakeasy
- 1929: Apollo! Apollo! (Fox Movietone Follies of 1929)
- 1929: The One Woman Idea
- 1929: Tanzbeine aus Hollywood (Happy Days)
- 1929: Hab’ Sonne im Herzen (Sunnyside Up)
- 1929: Fox Movietone Follies of 1929
- 1930: Let’s Go Places
- 1930: Crazy That Way
- 1930: Wild Company
- 1930: Man Trouble
- 1930: Up the River (nicht im Abspann)
- 1930: Lightnin’
- 1930: Men on Call
- 1931: Too Many Cooks
- 1932: Discarded Lovers
- 1932: The Big Broadcast
- 1933: Big Executive
- 1934: Madame befiehlt! (Enter Madame)
- 1935: Go Into Your Dance
- 1937: Zwei ritten nach Texas (Way Out West)
- 1938: Thistledown